# 金太亨
金太亨（韓語：김태형，1988年2月5日—），曾用藝名具元或救援活動，韓國男演員，2021年至2022年間曾短暫使用本名進行活動。

## 演出作品

### 電視劇
- 2012年：SBS《清潭洞愛麗絲》飾演 徐浩民
- 2013年：KBS2《劍與花》飾演 豪泰
- 2014年：KBS2《戀愛的發現》飾演 崔恩奎
- 2014年：KBS2《Drama Special—一起介紹，爸爸》飾演 吳東柱
- 2017年：MBC《前世的冤家們》飾演 閔智碩[5]
- 2019年：JTBC《Legal High》飾演 成基俊
- 2019年：MBC 《有瑕疵的人們》飾演 李敏赫
- 2023年：Coupang Play《诱饵》飾演 鄭載皇
- 2025年：MBC 《加州汽車旅館》飾演 琴錫京

### 電影
- 2012年：《傳說的拳頭》
- 2014年：《Ready Action,青春：去訓練所的路》
- 2021年：《I will,Song》

### MV
- 2014年：城市札卡巴《我討厭的》

## 外部連結
- 金太亨的Instagram帳戶
- 金太亨的X（前Twitter）
- NAVER （页面存档备份，存于）